# Quararibea gomeziana
Quararibea gomeziana är en malvaväxtart som beskrevs av W.S. Alverson. Quararibea gomeziana ingår i släktet Quararibea och familjen malvaväxter. Inga underarter finns listade i Catalogue of Life.